# San Antonio de Oriente
San Antonio de Oriente är en kommun i Honduras.   Den ligger i departementet Departamento de Francisco Morazán, i den sydvästra delen av landet, 21 km öster om huvudstaden Tegucigalpa. Antalet invånare är 12 063.